# Anton Schmidbauer
Anton Schmidbauer (* 17. Juni 1877 in Taufkirchen an der Pram, Oberösterreich; † 29. Oktober 1964 ebenda) war ein oberösterreichischer Politiker (VdU). Schmidbauer war von 1949 bis 1955 Abgeordneter zum Oberösterreichischen Landtag.

## Leben
Schmidbauer war beruflich als Schmid tätig und geriet während des Zweiten Weltkrieges in Kriegsgefangenschaft, wobei er in einem Lager in Sibirien interniert wurde. Schmidbauer war zuvor bereits zwischen dem 17. Mai 1924 und dem 30. April 1929 als Bürgermeister von Taufkirchen aktiv, wobei er dem Landbund angehörte. Nach dem Krieg vertrat er den Verband der Unabhängigen zwischen dem 5. November 1949 und dem 18. November 1955 im oberösterreichischen Landtag. Schmidbauer wurde nach seinem Tod in einem Nachruf als volkstümlicher und hilfsbereiter Mensch beschrieben. 

## Aktivitäten
- 1910–?: Mitglied des Zentralausschusses des oberösterreichischen Feuerwehrverbandes Linz[1]